# Saison 2 de Foundation
Chronologie
Saison 1 Saison 3
Cet article présente le guide des épisodes de la deuxième saison de la série télévisée américaine Foundation.

## Synopsis
138 ans après la fin de la Première Crise Seldon, la Fondation s'est étendue à travers les confins de la galaxie. Elle finit cependant par être découverte par l'Empire Galactique, qui se prépare à s'unir avec une nouvelle puissance, le Dominion, au travers d'un mariage arrangé entre l'Empereur Cléon et la Reine Sareth. 
Alors que le conflit entre l'Empire et la Fondation semble se rapprocher, Gaal Dornick, sa fille Salvor Hardin et Hari Seldon découvrent que le plan Seldon visant à sauver l'humanité de millénaires de ténèbres risque d'être réduit en cendres par une nouvelle menace : Le Mulet.

## Généralités
- Le renouvellement pour une deuxième saison est annoncée le 7 octobre 2021, alors que la saison 1 est en cours de diffusion[2],[3].
- Ces nouveaux épisodes se basent sur les livres du cycle du même nom, œuvre d'Isaac Asimov.
- Les acteurs principaux ainsi que Alfred Enoch reprendront leurs rôles pour cette nouvelle saison[2].
- Trois des personnages principaux de la saga d'Asimov ont été féminisés pour la série : Gaal Dornick, Salvor Hardin et Eto Demerzel[4]. De même la dynastie génétique des Cléons n'existe que dans la série, ainsi les clones de Cléon Ier, Frère au Grand Jour, Frère au Soir et Frère à l'Aurore sont des personnages originaux créés pour la série qui permettent de diviser le rôle de l'empereur en trois et de donner une certaine continuité au programme[5],[6].
- Des personnages de la saga asimovienne tels Hober Mallow et le général Bel Riose sont introduits dans cette deuxième saison[2].

## Distribution
Le 1er février 2022, Apple TV+ dévoile un premier aperçu de la seconde saison revenant de nouveaux acteurs et leurs rôles, cependant leurs importances reste à définir, les noms français des personnages ne sont pas connus.

### Acteurs principaux
- Jared Harris (VF : Yann Guillemot) : Hari Seldon, psychohistorien
- Lee Pace (VF : Anatole de Bodinat) : Frère au Grand Jour, Empereur de la Galaxie
- Lou Llobell (VF : Léopoldine Serre) : Gaal Dornick, narratrice de la série
- Leah Harvey (VF : Déborah Claude) : Salvor Hardin, Gardienne de Terminus
- Laura Birn (VF : Marie Diot) : Eto Demerzel, conseillère de l'Empereur
- Terrence Mann (VF : Philippe Catoire) : Frère au Soir/Frère à la Nuit (empereur âgé/mourant)/Cléon Ier
- Cassian Bilton (VF : Gabriel Bismuth-Bienaimé) : Frère à l'Aurore (empereur adolescent)

### Acteurs récurrents
- Ella-Rae Smith (en) : reine Sareth, souveraine du Dominion
- Sandra Yi Senchindiver : Rue, conseillère de la reine Sareth
- Holt McCallany : Jagger Fount, Gardien de Terminus
- Oliver Chris : Sermak, directeur de la Fondation
- Ben Daniels : Général Bel Riose, commandant de la 20e flotte impériale
- Dino Fetscher : Commandant Glawen Curr, second et mari de Bel Riose
- Kulvinder Ghir (en) : frère Poly Verisof
- Isabella Laughland (en) : frère Constant
- Dimitri Leonidas : Hober Mallow
- Rachel House : Tellem Bond, cheffe des Mentalistes
- Nimrat Kaur : Yanna Seldon, femme de Hari Seldon
- Mikael Persbrandt : Le Mulet

## Épisodes
| no | Titre français                       | Titre original                       | Réalisé par    | Écrit par                               | Durée  | Date de sortie     |
| --- | ------------------------------------ | ------------------------------------ | -------------- | --------------------------------------- | ------ | ------------------ |
| 1 | Dans l'ombre de Seldon               | In Seldon's Shadow                   | Alex Graves    | David S. Goyer et Jane Espenson         | 0 h 49 | 14 juillet 2023    |
| L'esprit numérique d'Hari Seldon est enfermé dans une prison pendant plus d'un siècle. Au bord de la folie, il se rend compte que sa prison n'est autre que le Premier Radiant, l'instrument du Plan Seldon, qui l'aide à retrouver ses esprits. Sur Trantor, alors qu'il s'apprête à rencontrer la Reine Sareth, l'Empereur Cléon XVII fait l'objet d'une tentative d'assassinat et ne doit la vie qu'à sa conseillère et amante, Demerzel. Peu après, l'Empire découvre que la Fondation n'a pas été détruite et que son influence s'étend de plus en plus à travers les Confins. Salvor Hardin et sa mère Gaal Doornick, coincées sur Synnax, tentent de réparer le Mendiant pour quitter la planète. |                                      |                                      |                |                                         |        |                    |
| 2 | Un aperçu des ténèbres               | A Glimpse of Darkness                | David S. Goyer | Jane Espenson et David S. Goyer         | 0 h 53 | 21 juillet 2023    |
| Dans les Confins, la Fondation est entrée dans sa phase religieuse et à mis sur pied l'Église de l'Esprit Galactique, de même qu'une flotte hyperspatiale pour étendre son influence. Deux moines, Poly Verisof et Constance, font une démonstration percutante auprès des populations autochtones des Confins pour les convertir à la Fondation, avant d'être rappelés sur Terminus, où la direction de la Fondation tente de détourner l'ouverture du Sanctuaire pour leur propre profit; mais la tentative se retourne contre eux quand Jaeger Fount est détruit par le Sanctuaire qui affiche un nom: Hobert Mallow. Sur Trantor, Demerzel propose le Général Bel Riose pour enquêter sur la Fondation et engager le combat si nécessaire; peu après a lieu la rencontre officielle entre l'Empereur Cléon XVII et la Reine Sareth en prélude à leur mariage. Sur le Mendiant, le fantôme numérique d'Hari Seldon critique violemment Gaal Dornick pour l'avoir enfermé dans le Premier Radiant — expliquant les conséquences funestes qu'ils ont évités de justesse, de même que la nécessité d'une Seconde Fondation destinée à garantir la pérennité du Plan Seldon — avant de les aider à rétablir les systèmes du Mendiant pour quitter Synnax. Peu après, ils se servent des pouvoirs de prémonitions de Gaal et découvrent une menace inédite contre le Plan Seldon: le Mulet. |                                      |                                      |                |                                         |        |                    |
| 3 | Royauté et Roture                    | King and Commoner                    | David S. Goyer | Leigh Dana Jackson et Jane Espenson     | 0 h 54 | 28 juillet 2023    |
| La Fondation envoie Pelisof et Constant chercher Hobert Mallow, un petit escroc qui comme à son habitude, se retrouve jusqu'au cou dans les ennuis; cette fois pour avoir arnaqué un potentat local avec la technologie du roque, qui permet une téléportation croisée de deux personnes et donc à chacune de prendre la place de l'autre. Sur Trantor, le Général Bel Riose — en disgrâce après avoir désobéi à un ordre direct de l'Empereur pour appliquer une stratégie causant moins de pertes — est convoqué devant Cléon XVII et, après une confrontation tendue, est réintégré à la tête de la 20e flotte impériale pour rejoindre les Confins et déterminer si la Fondation est une menace pour l'Empire. Le Mendiant, en route pour Ygnis, fait un détour par la planète Una, où Seldon doit rencontrer l'esprit du Premier Radiant. À l'issue de cette rencontre, alors que des machines défectueuses tentent de s'en prendre à elles, Gall et Salvor son abasourdies de découvrir que le Premier Radiant a transformé le fantôme numérique d'Hari Seldon en humain bien réel. |                                      |                                      |                |                                         |        |                    |
| 4 | Là où les étoiles sont rares         | Where the Stars Are Scattered Thinly | Mark Tonderai  | Leigh Dana Jackson et David S. Goyer    | 0 h 52 | 4 août 2023        |
| Hobert Mallow est ramené sur Terminus pour être présenté au Sanctuaire. Lui, Verisof, Constance et Sermak, directeur de la Fondation, sont introduits dans le sanctuaire où ils rencontrent Seldon. Ce dernier demande à Constant et Verisof de se rendre sur Trantor en tant qu'émissaires de la Fondation afin de négocier un traité de paix, tandis qu'Hobert Mallow doit mettre en place un plan de secours au cas où les négociations échoueraient. Dans les Confins, le croiseur impérial Destinée arrive sur Siwenna, où le Général Bel Riose rencontre un informateur qui lui rapporte les progrès de la Fondation; cependant, Riose décide d'attendre d'avoir une confirmation directe de ces éléments avant de s'engager. Mais un affrontement avec des pillards locaux cause la mort de l'informateur et force le Général et son équipe à repartir en urgence. Sur Trantor, la Reine Sareth tente de découvrir si Cléon XVII est impliqué dans le massacre de sa famille, qui était largement opposée à ce mariage, vu que ce massacre l'a providentiellement mise sur le trône du Dominion. |                                      |                                      |                |                                         |        |                    |
| 5 | Les Voyants et les Vus               | The Sighted and Seen                 | Alex Graves    | Joelle Cornett et Jane Espenson         | 0 h 47 | 11 août 2023       |
| La Reine Sareth continue de chercher des preuves de l'implication de l'Empire dans l'extermination de sa famille, tandis que Rue se rapproche de Cléon XVI; ce faisant, elles découvrent la véritable nature robotique de Demerzel. Entretemps, les frères Cléon XVI et XVIII s'interrogent sur les pouvoirs que s'est octroyé Cléon XVII à la suite de l'attentat et demandent conseil à l'esprit de leur ancêtre, Cléon Ier. Le Mendiant arrive sur Ygnis, et Salvor a la surprise de tomber sur son ex, Hugo Crast, avant de se rendre compte que la planète abrite une communauté de télépathes qui capturent Salvor, Gaal et Hari pour les amener devant leur leader, Tellem Bond. |                                      |                                      |                |                                         |        |                    |
| 6 | Pourquoi les dieux ont créé le vin   | Why the Gods Made Wine               | Alex Graves    | David S. Goyer et Jane Espenson         | 0 h 58 | 18 août 2023       |
| Verisof et Constant arrivent sur Trentor pour leur mission de paix, mais sont rapidement arrêtés par les autorités, tandis que Hobert Mallow part à la rencontre des Spatiens, des humains génétiquement modifiés pour servir exclusivement de navigateurs hyperspatiaux pour l'Empire. Cléon XVII présente sa promise au peuple de Trantor, mais se fait voler la vedette par Sareth. Sur Ygnis, Tellem tente de convaincre Salvor et Gaal de rester auprès de ses Mentalistes pour bâtir la Seconde Fondation, mais son dessein réel est tout autre: voler le Mendiant pour trouver le Premier Radiant, assassiner Hari Seldon et ainsi empêcher la mise en place de la Seconde Fondation et du Plan Seldon à tout prix. |                                      |                                      |                |                                         |        |                    |
| Dans sa jeunesse, Hari Seldon parvient à déterminer que les courses des hordes de chiens de troupeaux ne sont pas aléatoires, et se met aveuglément en travers du chemin de l'une d'entre elles pour valider son hypothèse, en sortant indemne. Devenu professeur de mathématiques à l'université locale, il fait la rencontre du professeur Yana Cain, avec qui il discute de ses derniers travaux sur les prédictions, prélude à la psychohistoire. L'ayant épousé, il construit le Premier Radiant et lance la Psychohistoire. Mais Yalna est kidnappée et exécutée par la doyenne; peu après Hari se venge en la faisant piétiner par les mêmes chiens de troupeaux de sa jeunesse. |                                      |                                      |                |                                         |        |                    |
| 7 | Une mort nécessaire                  | A Necessary Death                    | Mark Tonderai  | Eric Carrasco et David Kob              | 0 h 53 | 25 août 2023       |
| La Reine Sareth subit un examen médical, après lequel Demerzel la met en garde contre tout plan visant à venger sa famille. À la place, Sareth tente d'apprivoiser Cléon XVII en lui parlant de sa famille, avant de commencer à séduire Cléon XVIII. Hobert Mallow négocie un arrangement avec les Spatiens: en échange de leur aide, la Fondation leur donne les moyens de synthétiser l'Opales, la substance dont l'Empire les a rendus dépendant, pour qu'il puissent quitter la Voie Lactée et explorer l'infini de l'espace. Les Spatiens estiment cependant que le risque est trop grand et livrent Hobert Mallow et son vaisseau au Général Bel Riose; mais Hobert parvient à s'enfuir et donne ainsi les preuves écrasantes que la Fondation est bel et bien une menace pour l'Empire. Cette nouvelle incite l'Empereur à rencontrer les émissaires de la Fondation, mais à la surprise générale, Hari Seldon apparaît et met en garde Cléon contre un conflit, l'assurant que c'est la certitude mathématique d'une défaite de l'Empire, et non de la Fondation, qui à conduit à cette proposition de paix. Mais Cléon, certain que son mariage dément les prédictions de Seldon, fait enfermer les émissaires et ordonne au Général Bel Riose d'assiéger la Fondation. Sur Ygnis, Salvor et Gaal explorent leur capacités, tout en tentant de convaincre les Mentalistes de les rejoindre et de se préparer à affronter le Mulet. Cependant, Salvor se rend compte que les Mentalistes leur cachent quelque chose; en enquêtant, elle découvre que Tellem a fait exécuter Hari Seldon par noyade avant d'être neutralisée. |                                      |                                      |                |                                         |        |                    |
| 8 | La Dernière impératrice              | The Last Empress                     | Roxann Dawson  | Liz Phang, Addie Roy Manis et Bob Oltra | 1 h 0  | 1er septembre 2023 |
| Cléon XVII ordonne l'exécution publique des deux moines de la Fondation. Mais alors que celle-ci était sur le point d'être accomplie, Hobert Mallow sort d'hyperespace directement au-dessus du palais impérial et libère Constance avant de fuir. Cette incursion décide l'Empereur à se rendre en personne sur Terminus pour réaffirmer son pouvoir, emmenant Verisof avec lui. Durant leur fuite, Hobert et Constance se découvrent leurs sentiments, mais ils sont arrêtés par le Général Bel Riose à leur arrivée sur Terminus. Tandis que Sareth poursuit son entreprise de séduction de Cléon XVIII, Cléon XVI découvre avec Rue un secret au sein du palais conservé par l'esprit de leur ancêtre, Cléon Ier. Sur Ygnis, Salvor parvient à utiliser le Premier Radiant pour pénétrer le Sanctuaire; ce faisant, elle dévoile au fantôme de Hari Seldon que Hobert Mallow est la clé de la seconde crise, mettant en mouvement la quête dans le passé de Verisof et Constance pour le retrouver. En même temps, Tellem Bond fait Gaal prisonnière et lui révèle qu'elle est capable de transférer son esprit dans un nouveau corps et ainsi d'accroître ses pouvoirs; avant de lancer les préparatifs pour s'emparer du corps de Gaal. |                                      |                                      |                |                                         |        |                    |
| 9 | Il y a bien longtemps, pas bien loin | Long Ago, Not Far Away               |                | Jane Espenson et Eric Carrasco          | 1 h 1  | 8 septembre 2023   |
| 610 ans auparavant, le jeune prince Cléon découvre un couloir secret au sein même du palais impérial de Trantor au fond duquel il découvre la dernière forme de vie robotique de la Galaxie, Dame Eto Demerzel, âgée de près de 20 000 ans. Il se confie sur le poids des responsabilités qui lui incombent, tandis qu'elle lui détaille les tortures qu'elle a subi et lui propose de le servir en échange de sa liberté. Il refuse initialement l'offre, mais au fil des ans elle finit par le séduire, et Cléon la libère. Cependant, Cléon la lie à jamais à la lignée génétique qu'il a instauré, y voyant là le moyen de lui permettre d'avoir des enfants adoptifs, et lui insère une puce qui l'obligera à protéger Cléon, l'Empire et la lignée génétique à n'importe quel prix. |                                      |                                      |                |                                         |        |                    |
| Cléon XVI apprend avec fureur la vérité sur l'origine de sa lignée et sur le véritable rôle de Dame Demerzel, mais se retrouve enfermé avec Rue dans la salle secrète. Sur Ygnis, Tellem Bond poursuit le rituel qui lui permettra de s'emparer du corps de Gaal; mais Salvor interrompt le rituel et s'enfuit avec Gaal jusqu'au Mendiant, où elles affrontent Tellem et ses sbires; Salvor parvient à utiliser son don de prescience pour mettre la Mentaliste face au Mulet pour la déstabiliser, avant que Seldon, qui s'avère avoir survécu, ne surgisse pour la tuer à coups de bâton alors qu'elle menaçait Gaal et Salvor. En plein blocus autour de Terminus, le Général Bel Riose interroge Mallow et Constance, mais est interrompu par l'Empereur Cléon XVII qui vient négocier la reddition de Terminus; mais devant les instruments fabriqués par la Fondation qu'il déclare être la propriété de l'Empire et donc la sienne, il déclenche les hostilités et fait crasher le croiseur de la Fondation Invictus sur la planète, la détruisant entièrement. |                                      |                                      |                |                                         |        |                    |
| 10 | Les Mythes de la création            | Creation Myths                       |                | David S. Goyer et Liz Phang             |        | 15 septembre 2023  |
| Observant depuis le vaisseau amiral de la 20e Flotte, le croiseur Destinée, avec un rictus de satisfaction la planète Terminus littéralement pulvérisée, Cléon XVII extorque de la bouche de Constance, qu'il tient prisonnière avec Hober Mallow, la liste des sept mondes de la bordure (dont les planètes Thespis et Anacréon) qui se sont complètement rangés sous la bannière de la Fondation et du culte de l'église de l'Esprit Galactique. Il ordonne dès lors à l'ensemble de sa flotte de sauter vers ces mondes pour les détruire un à un. Mais le général Bel Riose, révolté par ce massacre et plus encore par la satisfaction que Cléon en a retiré s'y oppose et refuse de donner les ordres. Cléon se tourne vers la navigatrice Spatienne qui commande les bonds hyperespatiaux de la flotte impériale pour qu'elle fasse exécuter la manœuvre, mais rien ne se passe comme prévu: les vaisseaux de la flotte explosent un à un. L'Empereur est tombé dans un piège parfaitement exécuté par Mallow qui devait se faire embarquer dans le vaisseau amiral pour aider les Spatiens à se libérer et à détruire la flotte impériale. La Spatienne du Destinée, aidée par la technologie de la Fondation portée sous la peau du poignet par Hober Mallow, les a programmé pour qu'ils sautent en hyperespace littéralement les uns sur les autres, destin auquel le Destinée ne va pas échapper non plus. Cléon XVII se bat à mort avec Riose, semble prendre le dessus, et l'expulse dans le vide spatial. Sauf que le Général a délibérément laissé son Empereur gagner avant d'utiliser la technologie du roque de Hober Mallow pour se substituer à lui et c'est donc Cléon qui meurt projeté dans le vide spatial. Une seule place est disponible dans une petite navette technique pour évacuer le croiseur juste avant son explosion. Riose et Mallow convainquent Constant que c'est à elle d'y prendre place. Alors que les deux personnages meurent en trinquant une dernière fois, la navette parvient jusqu'au Sanctuaire qui flotte dans l'espace. A l'intérieur, Constant retrouve Poly Vérisof, Hari Seldon… puis tous les habitants de Terminus dont son père, qui ont donc réussi à évacuer lors du sacrifice de Terminus. |                                      |                                      |                |                                         |        |                    |
| Sur Ygnis, la planète des Mentalistes, Gaal explique à Salvor comment elle a réussi à sauver cette version de Hari Seldon que Tellem pensait avoir éliminé. Seldon, Dornick et Hardin s'installent parmi la population de mentalistes libérés de l'emprise mentale de Tellem, et y projettent l'installation de la seconde Fondation. Mais avant de mourir, Tellem a réussi à projeter son esprit dans celui de l'enfant appelé Josiah, qui se saisit d'un arme et la pointe vers Gaal. Salvor intervient, lance un couteau vers l'enfant et s'interpose pour recevoir le tir, qui lui est fatal. Accablée par le chagrin, Gaal se met d'accord avec Seldon pour qu'ils utilisent les deux capsules de cryogénisation du Mendiant pour entrer dans un long sommeil de 150 ans qui leur permettra de retrouver et d'affronter le Mulet, si présent dans les visions de Gaal, et qui constitue la menace principale pour le Plan Seldon. |                                      |                                      |                |                                         |        |                    |
| Demerzel est rentrée précipitamment sur Trantor en laissant derrière elle la flotte impériale et l'Empereur Cléon XVII affronter leur destin. Dès capteurs l'ont avertie de la présence de Cléon XVI et de Rue dans la salle secrète d'où elle fut libérée. Elle les retrouve et les élimine après avoir avoué avoir manigancé la tentative d'assassinat contre l'Empereur et fait accuser Sareth. Elle tente ensuite de faire exécuter la reine Sareth mais Cléon XVIII découvre un subtil avertissement que son grand frère à réussi à faire passer à l'insu de la cyborg et parvient à s'évader avec Sareth. Demerzel se rend dans le Principium, le complexe où se trouvent les cuves contenant les clones de Cléon aux trois stades de leur vie, et réanime (« décante » selon ses propres termes) les trois clones simultanément; leur confiant qu'elle n'a jamais eu à le faire auparavant. Ainsi, elle assure ce pour quoi elle est programmée : la survie de la dynastie génétique impériale et de ses trois représentants. Elle s'avère également être en possession du Premier Radiant. |                                      |                                      |                |                                         |        |                    |
| 152 ans plus tard, le Mulet cherche à trouver Gaal Dornick, qu'il sait présente à son époque, après qu'elle l'a visité « dans des milliers de rêves », et avant qu'elle ne le retrouve. Il veut la détruire à n'importe quel prix, même s'il faut mettre à feu et à sang toute la galaxie pour atteindre cet objectif. |                                      |                                      |                |                                         |        |                    |